# Анданс
Анда́нс (фр. Andance, окс. Andança) — коммуна во Франции, находится в регионе Рона — Альпы. Департамент коммуны — Ардеш. Входит в состав кантона Серьер. Округ коммуны — Турнон-сюр-Рон.
Код INSEE коммуны — 07009.
Коммуна расположена приблизительно в 450 км к юго-востоку от Парижа, в 60 км южнее Лиона, в 60 км к северу от Прива.

## Население
Население коммуны на 2008 год составляло 1123 человека.
| 1962 | 1968 | 1975 | 1982 | 1990 | 1999 | 2008 |
| ---- | ---- | ---- | ---- | ---- | ---- | ---- |
| 896  | 926  | 1030 | 920  | 1009 | 984  | 1123 |

## Экономика
В 2007 году среди 714 человек в трудоспособном возрасте (15—64 лет) 531 были экономически активными, 183 — неактивными (показатель активности — 74,4 %, в 1999 году было 76,7 %). Из 531 активных работали 470 человек (261 мужчина и 209 женщин), безработных было 61 (22 мужчины и 39 женщин). Среди 183 неактивных 55 человек были учениками или студентами, 66 — пенсионерами, 62 были неактивными по другим причинам.

## Достопримечательности
- Руины галло-римского храма. Исторический памятник с 1889 года.[4]
- Церковь конца XII века. Исторический памятник с 1927 года.[5]
- Придорожное распятие Трёх Святителей.
- Мост Анданс, построенный в 1827 году, является старейшим действующим подвесным мостом во Франции. Частично был разрушен во время Второй мировой войны, восстановлен и приподнят в 1946 году.

## Фотогалерея

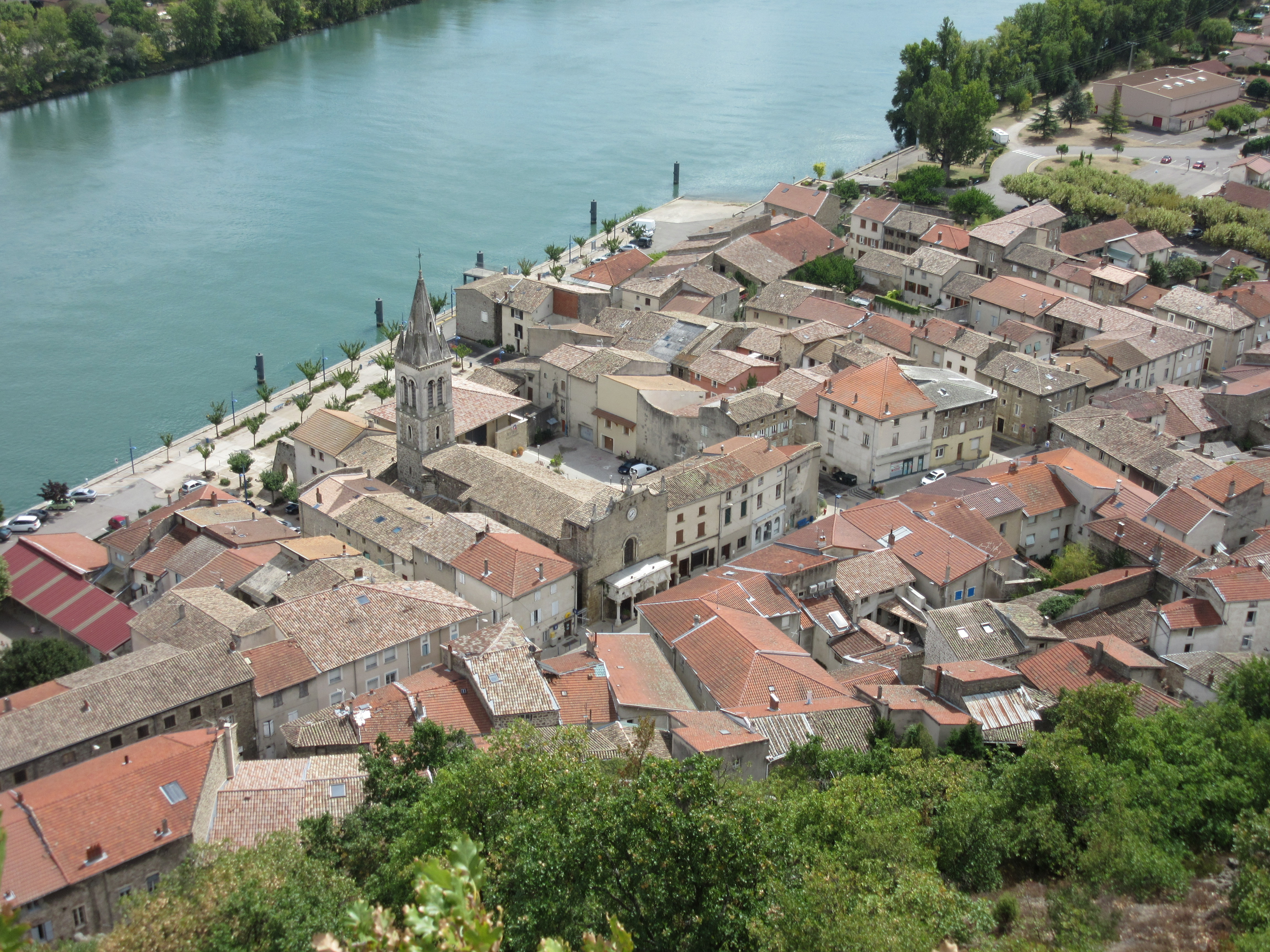
Центр города
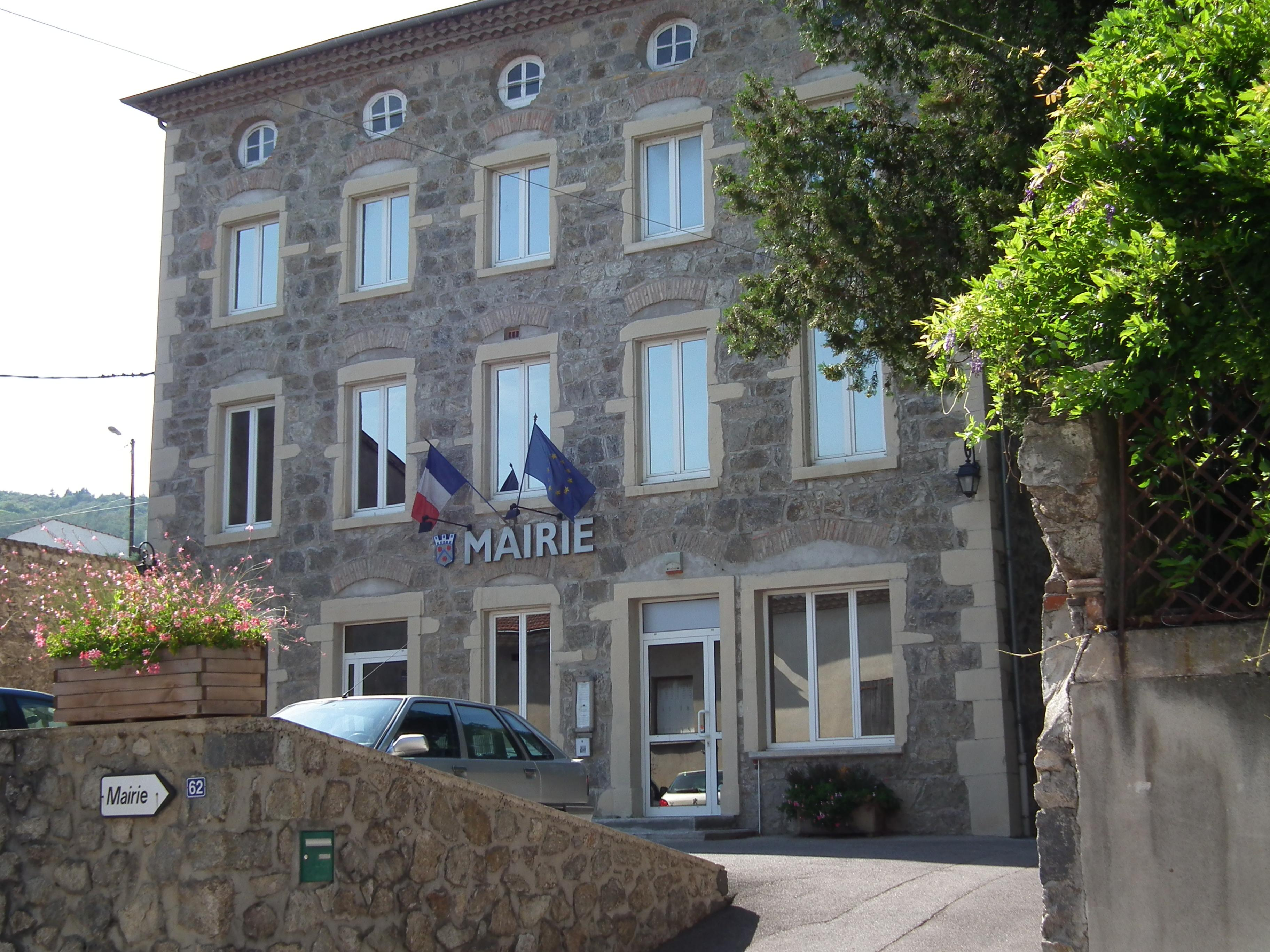
Мэрия
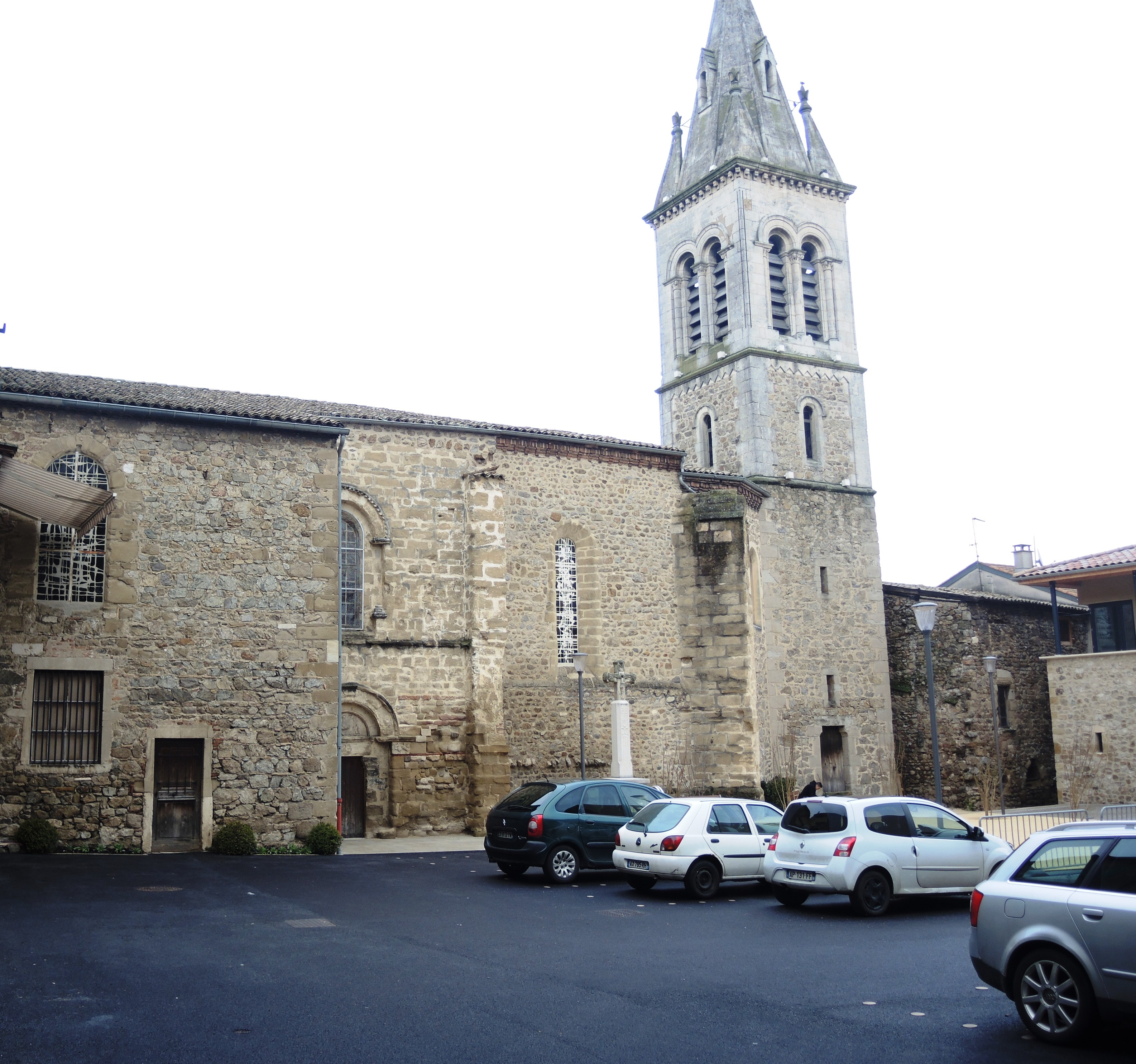
Церковь Богоматери
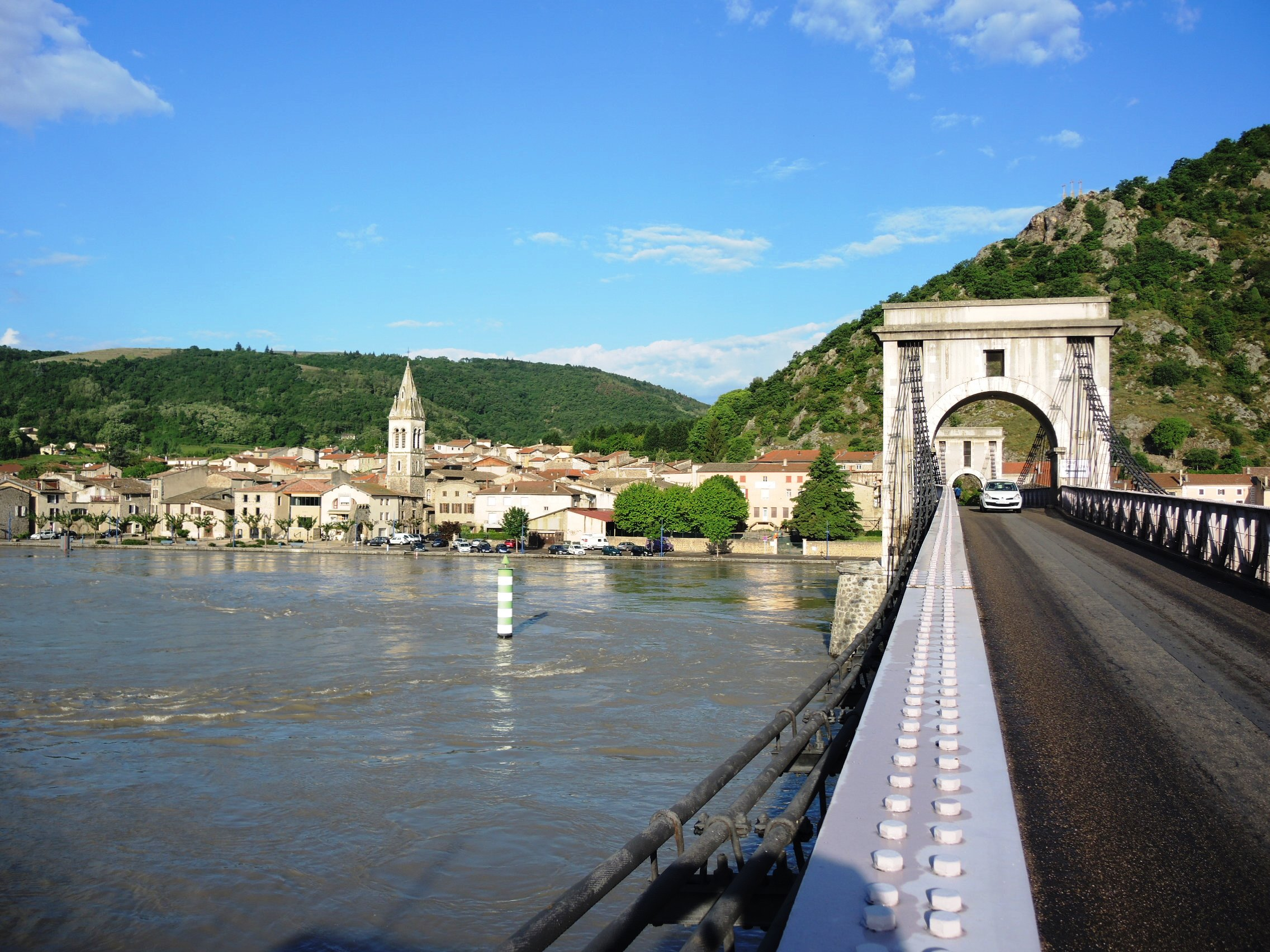
Мост
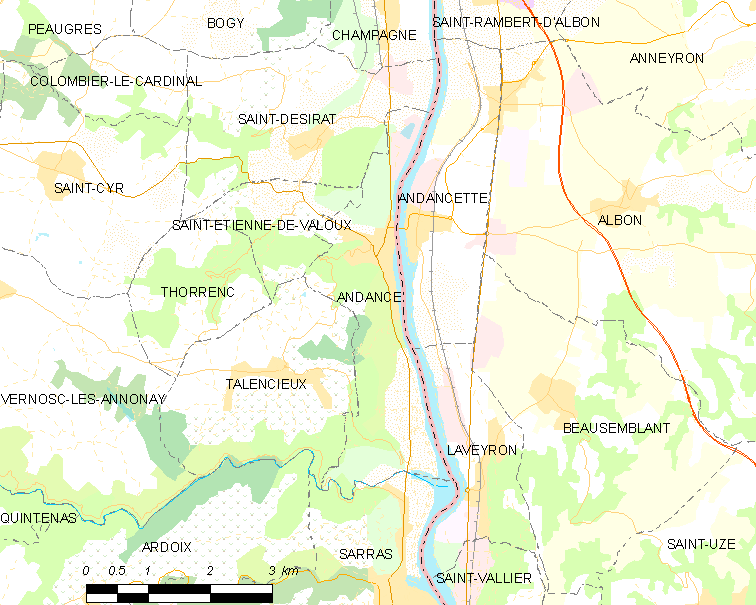
Карта коммуны